# Estação Rambla Just Oliveras
Rambla Just Oliveras é uma estação da linhas Linha 1 do Metro de Barcelona.

## História
A estação foi inaugurada em 1987, quando a linha L1 foi estendida da estação Torrassa para a estação Avinguda Carrilet.

## Localização
Situada no município de L'Hospitalet de Llobregat da área metropolitana de Barcelona, e em homenagem à rua vizinha de Rambla Just Oliveras. A estação é servida pela linha L1 e fica ao lado da estação ferroviária L'Hospitalet de Llobregat, da principal Rodalies Barcelona e do centro de transporte de meia distância da área. A estação está localizada sob a Rambla Just Oliveras entre a Carrer de Parral e a Avinguda de Can Serra. Ele pode ser acessado a partir de entradas na Rambla Just Oliveras, na Avinguda de Can Serra e adjacente à entrada da estação principal nos Alpes Carrer dels. Todas as três entradas servem a uma bilheteria subterrânea comum, que dá acesso a duas plataformas laterais de 95 metros de comprimento em um nível inferior.